# Paralelo 59 N
O Paralelo 59 N é um paralelo no 59° grau a norte do plano equatorial terrestre.
Começando pelo Meridiano de Greenwich e tomando a direção leste, o paralelo 59° Norte passa sucessivamente por:
| País, território ou mar | Notas                                                                    |
| ----------------------- | ------------------------------------------------------------------------ |
| Mar do Norte            |                                                                          |
| Noruega                 |                                                                          |
| Escagerraque            |                                                                          |
| Suécia                  |                                                                          |
| Noruega                 |                                                                          |
| Suécia                  | Passa no Lago Vener                                                      |
| Mar Báltico             |                                                                          |
| Estónia                 | Ilhas Hiiumaa e Vormsi, e parte continental. Passa no Lago Peipsi-Pihkva |
| Rússia                  | Passa na Albufeira de Rybinsk                                            |
| Mar de Okhotsk          |                                                                          |
| Rússia                  |                                                                          |
| Mar de Okhotsk          |                                                                          |
| Rússia                  | Península de Kamchatka                                                   |
| Mar de Bering           | Estreito de Litke                                                        |
| Rússia                  | Ilha Karaginsky                                                          |
| Mar de Bering           |                                                                          |
| Estados Unidos          | Alasca                                                                   |
| Oceano Pacífico         | Golfo do Alasca                                                          |
| Estados Unidos          | Alasca                                                                   |
| Canadá                  | Colúmbia Britânica                                                       |
| Estados Unidos          | Alaska                                                                   |
| Canadá                  | Colúmbia Britânica Alberta Saskatchewan Manitoba                         |
| Baía de Hudson          |                                                                          |
| Canadá                  | Quebec                                                                   |
| Baía de Ungava          |                                                                          |
| Canadá                  | Quebec Terra Nova e Labrador                                             |
| Oceano Atlântico        |                                                                          |
| Reino Unido             | Escócia - Mainland, Órcades                                              |
| Mar do Norte            |                                                                          |